# Communications Security Establishment
El Communications Security Establishment (CSE; francès: Centre de la sécurité des télécommunications, CST, en català Centre de Seguretat de les Comunicacions), és l'agència criptològica nacional del Govern del Canadà. És responsable de la intel·ligència de senyals estrangers (SIGINT) i la seguretat de les comunicacions (COMSEC), protegint les xarxes d'informació i comunicació electrònica del govern federal, i és l'autoritat tècnica per a la seguretat cibernètica i la garantia de la informació.
Administrat formalment pel Departament de Defensa Nacional (DND), el CSE és una agència separada de la cartera de Defensa Nacional. El CSE és responsable davant el ministre de Defensa Nacional a través del seu cap adjunt, el cap del CSE. El ministre de Defensa Nacional és al seu torn responsable davant el Consell de Ministres i el Parlament. L'actual cap del CSE és Caroline Xavier, que va assumir el càrrec el 31 d'agost de 2022.